# 杨康华
杨康华（1915年—1991年10月31日），原名虞焕章，又名杨任康，浙江会稽县人，生于广州。中华人民共和国政治人物，曾任广东省人民委员会副省长、暨南大学校长。

## 生平

### 早年经历
1932年，杨康华就读于广州中山大学法学院政治系。1935年，参加广州声援一二九运动的大游行。1936年3月，杨康华加入中国共产党。大学毕业后，在中山大学附中教忠中学任教，秘密从事工人、学生运动和统战工作。1937年秋，参加广东文化界救亡工作协进会，当选为常委。

### 战争时期
1938年4月至10月，任中共广州市委常委兼宣传部长。同年10月广州沦陷后，撤退到香港，任中共东南特委宣传部长。1940年10月任中共香港市委书记，兼管澳门地下党组织工作。1941年12月，日军攻占香港后，到东江游击区，并参加省港大营救行动。1942年2月，任广东人民抗日游击总队副政治委员兼政治部主任、东江军政委员会委员，改名为杨康华。1943年秋，参与组织指挥粉碎日军对大岭山抗日根据地的万人扫荡，同年12月任东江纵队政治部主任。
1945年7月，当选中共广东区委委员。同年8月，与王作尧、林锵云组成粤北指挥部，任中共广东区委粤北党政军委员会书记，率领东江纵队和珠江纵队部队挺进粤北，建立五岭根据地。1946年6月底，与曾生等率东江纵队主力北撤山东，后任华东军政大学第五大队政治委员、校务委员会委员。1947年2月调任中共中央城市工作部第二室主任。1949年，任两广纵队政治部主任，参加广东战役。纵队在博罗包围国军第一五四师，逼其投降。接着肃清惠州、东莞及南海、顺德、中山等地残余国军后，驻守珠江三角洲。

### 中华人民共和国成立后
中华人民共和国成立后，历任广东军区政治部副主任（未到职）、珠江军分区副政治委员、中共珠江地委副书记兼组织部长。1952年后，历任广东省教育厅副厅长、中共中央华南分局宣传部副部长、中共广东省委文教部部长、广东省人民委员会副省长、中共广东省委统战部部长、广东省政协第一副主席。1964年，任暨南大学校长兼党委第一书记，是第三届全国人大代表。
文化大革命开始后，杨康华受到冲击。1971年，杨康华任广东省革命委员会政工组副组长。1973年任广东省科教办公室主任、党委书记。1978年任广东省革委会副主任兼广东省体委主任、常委书记，后兼任广东省科委主任、党组书记，暨南大学校长、党委书记，主持暨南大学复办工作。1979年复，任广东省副省长，并任中共广东省委党史研究委员会副主任。1982年任中共广东省顾问委员会副主任。1991年10月31日，杨康华在广州逝世。